# Orera
Orera település Spanyolországban,  Zaragoza tartományban. Orera Belmonte de Gracián, Tobed, Codos, Ruesca és Mara községekkel határos. Lakosainak száma 101 fő (2024).

## Népesség
A település népessége az utóbbi években az alábbiak szerint változott:
| Lakosok száma | 124  | 131  | 122  | 126  | 135  | 131  | 120  | 114  | 116  | 101  |
|               | 2001 | 2004 | 2007 | 2009 | 2012 | 2014 | 2017 | 2019 | 2022 | 2024 |